# Non-Stop (Andy Bell)
| Recensione | Giudizio |
| ---------- | -------- |
| AllMusic   |          |

Non-Stop è il secondo album solista del cantante britannico Andy Bell, pubblicato nel 2010 dalla Mute Records.

## Tracce
1. Running Out – 3:25
2. Call on Me – 3:50
3. Subject/Object – 3:44
4. Say What You Want – 3:35
5. Will You Be There? – 3:30
6. Slow Release – 3:39
7. Touch – 3:31
8. Non-Stop – 3:31
9. DHDQ – 3:17
10. Honey If You Love Him (That's All That Matters) (feat. Perry Farrell) – 4:56